# Petaluridae
Famille
La famille des Petaluridae ou Petaluridés fait partie des Anisoptères dans l'ordre des Odonates. Cette famille serait apparemment l'une des plus anciennes. On retrouve des fossiles de cette famille datant de plus de 150 millions d'années.
La famille comprend actuellement cinq genres divisés en onze espèces. L'une d'elles, Pelatura ingentissima, est actuellement la plus grande libellule au monde, avec une envergure de 160 mm et une longueur de 100 mm. Généralement, les larves de Petaluridae vivent dans les rives des rivières à l'intérieur de petits terriers.  Les espèces de l'est des États-Unis, comme Tachopteryx thoeyi, se retrouvent dans les dépressions avec un substrat organique. La niche écologique qu'occupent les larves de Petaluridae les rend particulièrement uniques dans le sous-ordre des Anisoptères.

## Liste des genres
Cette famille comprend 5 genres :
- Petalura Leach, 1815
- Phenes Rambur, 1842
- Tachopteryx Uhler in Selys, 1859
- Tanypteryx Kennedy, 1917
- Uropetala Selys, 1858

## Galerie

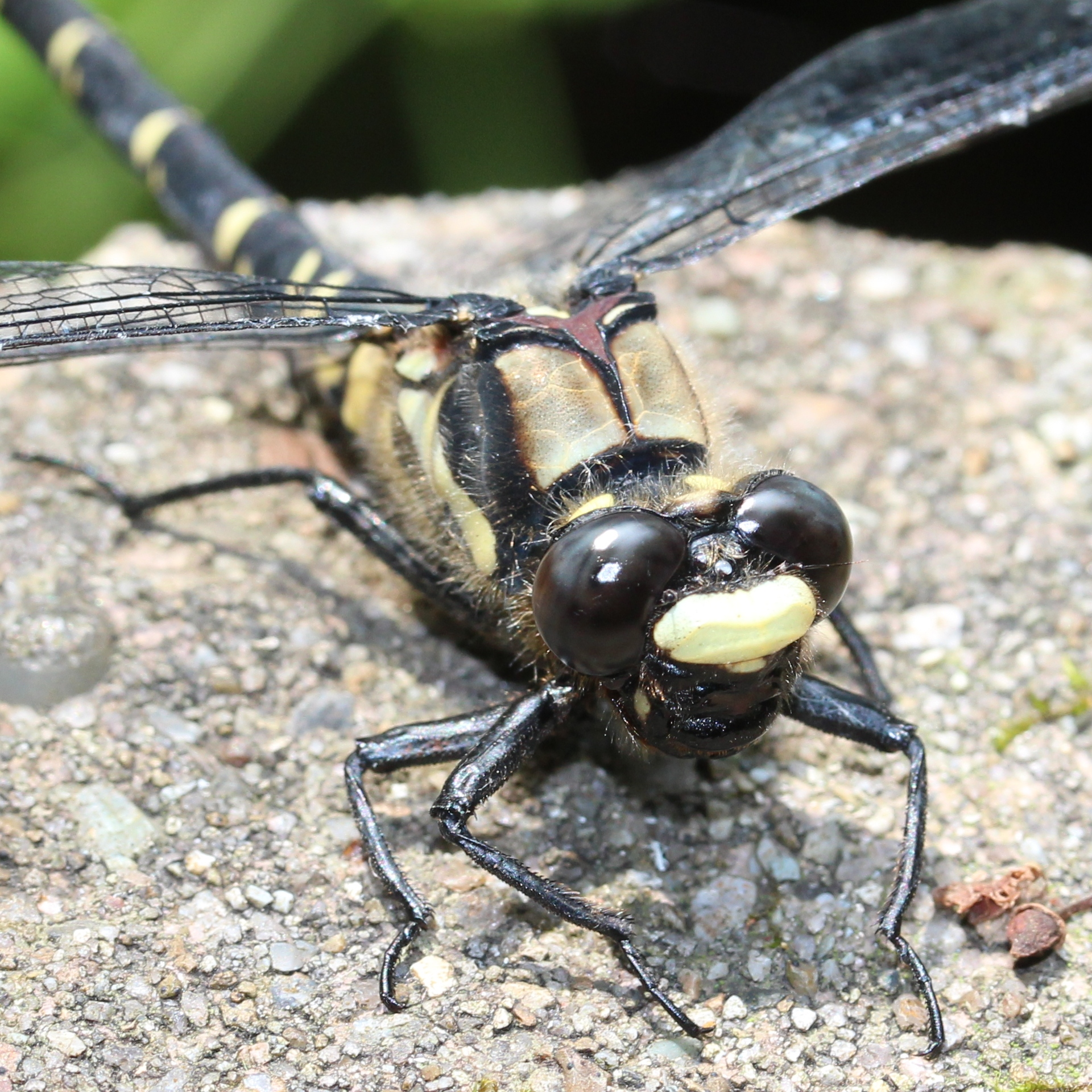
Tanypteryx pryeri
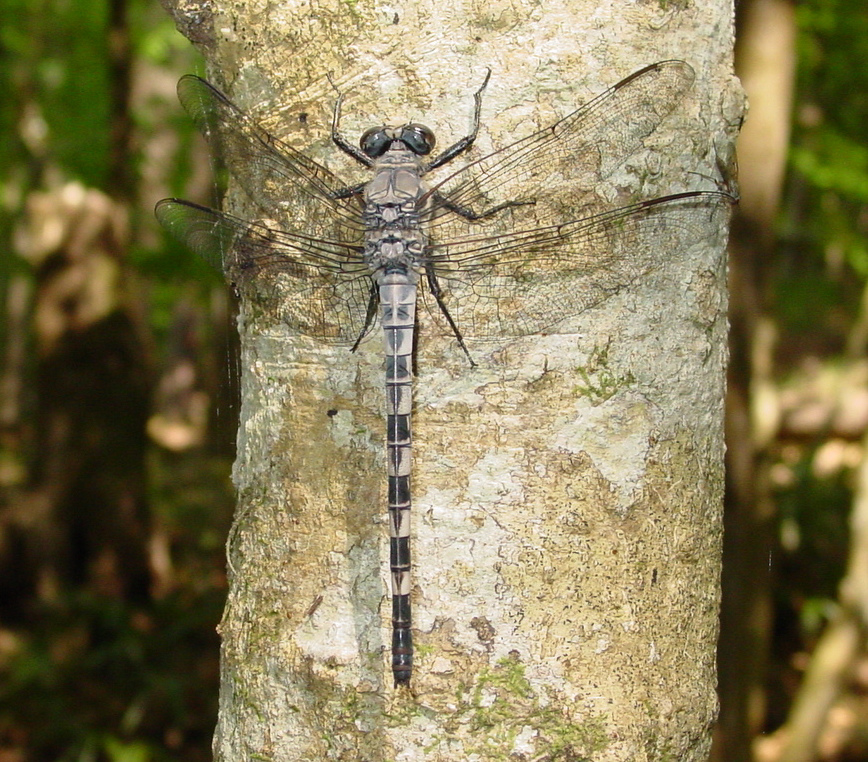
Tachopteryx thoreyi
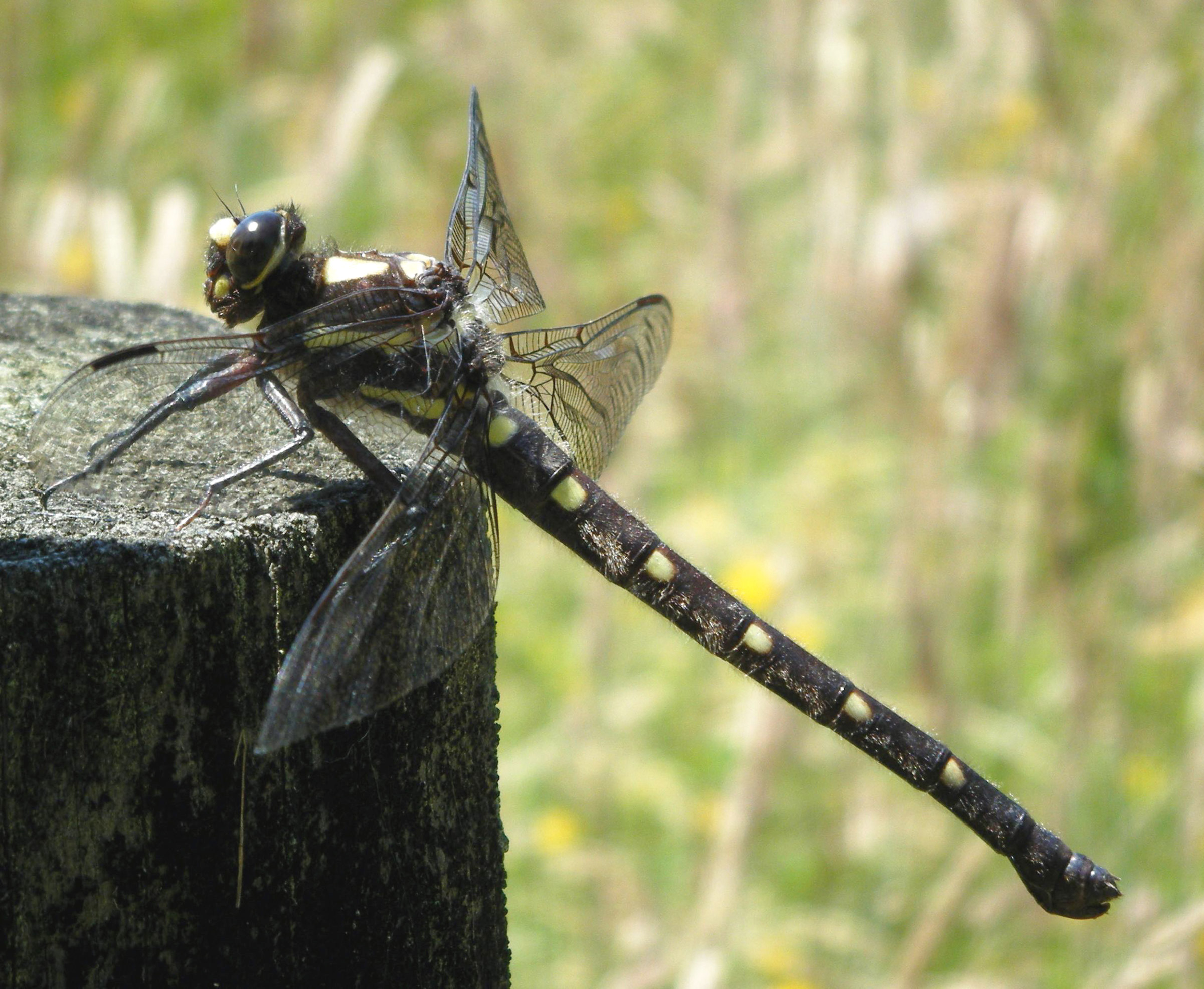
Uropetala carovei
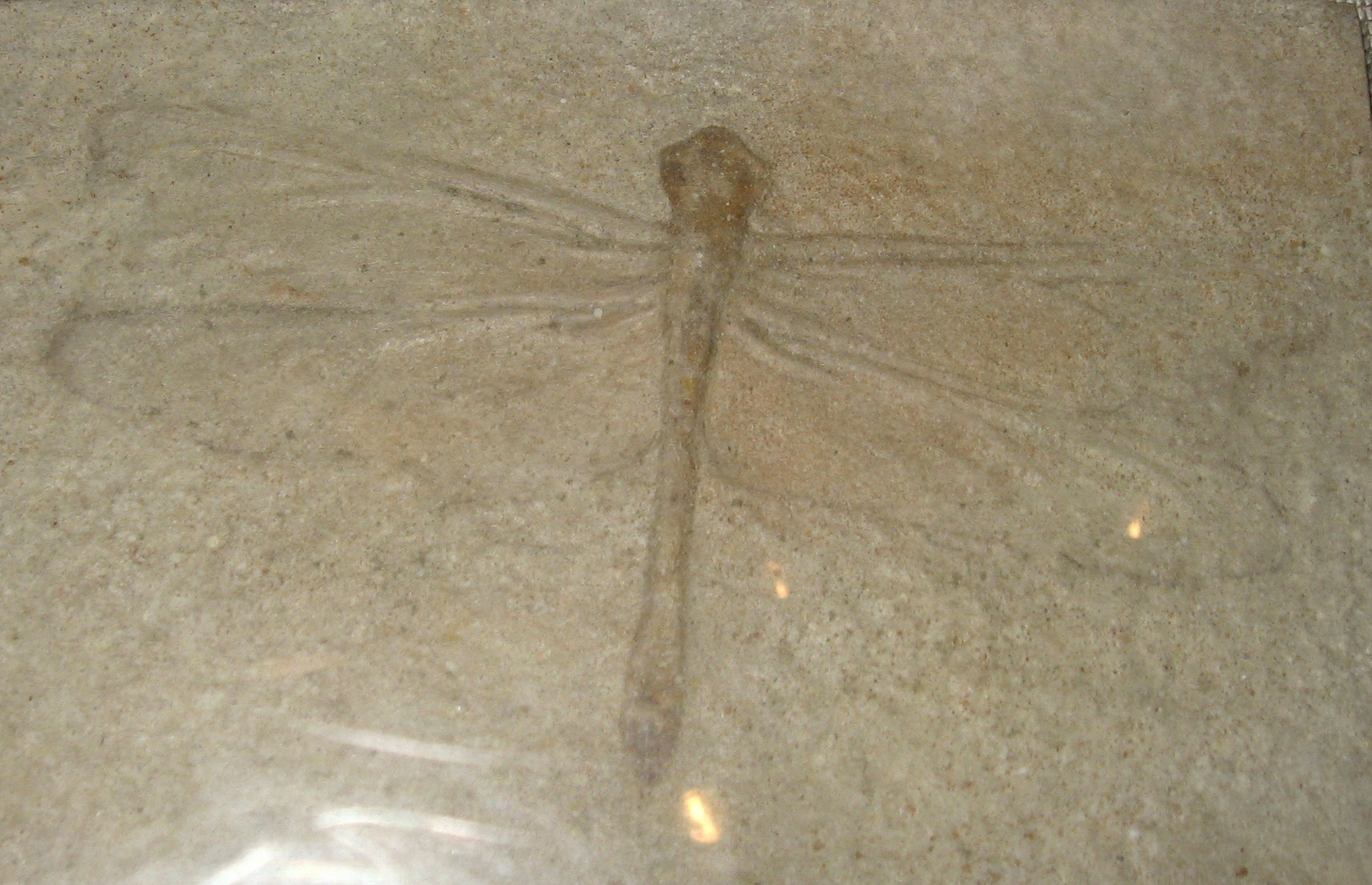
Réplique d'un fossile de Protolindenia wittei